# Long Tuyền (phường)
Long Tuyền là một phường thuộc thành phố Cần Thơ, Việt Nam.
Phường Long Tuyền có diện tích 14,14 km², dân số năm 2004 là 13.250 người, mật độ dân số đạt 937 người/km².

## Hình ảnh

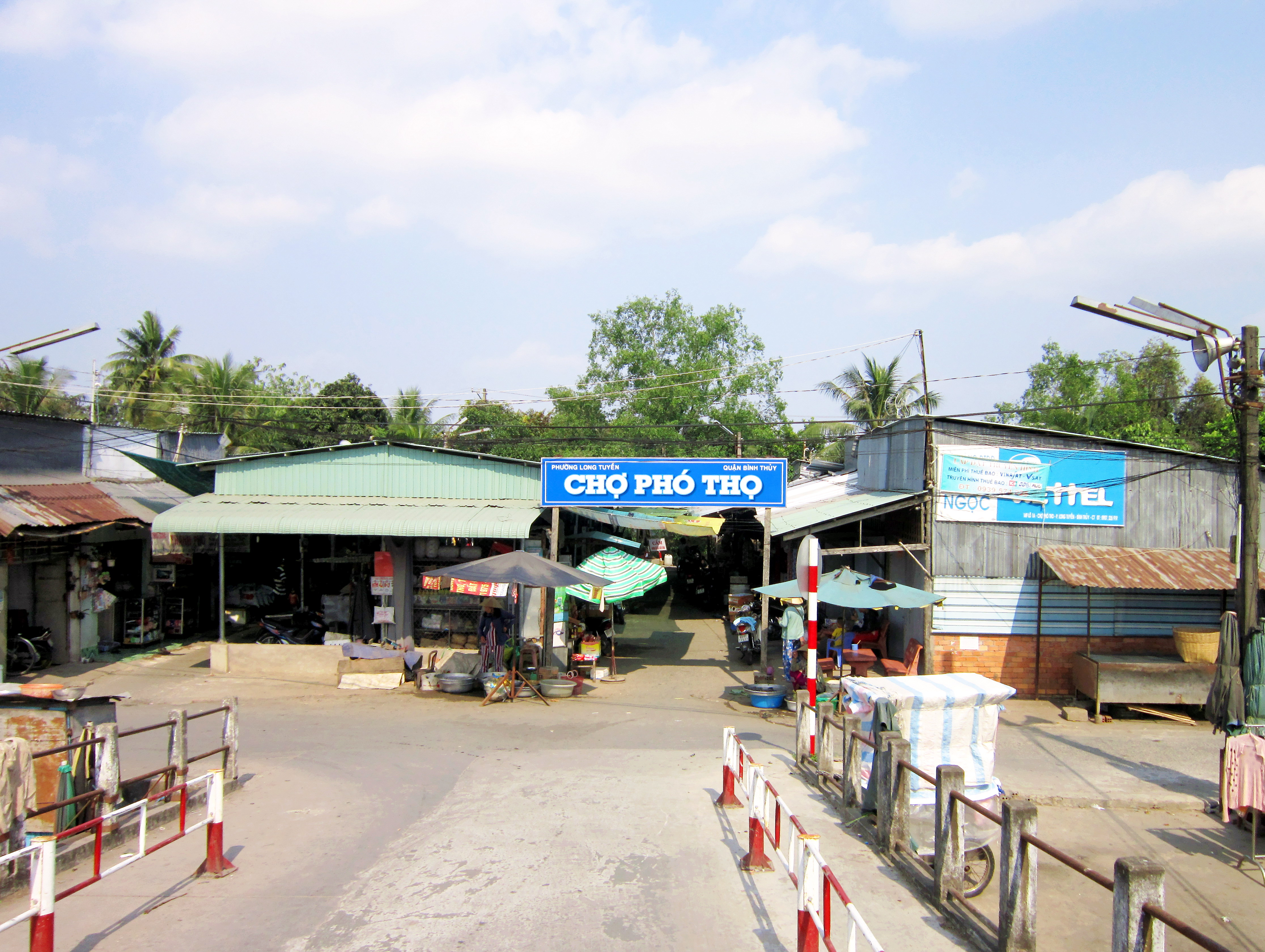
Chợ Phó Thọ ở phường Long Tuyền.
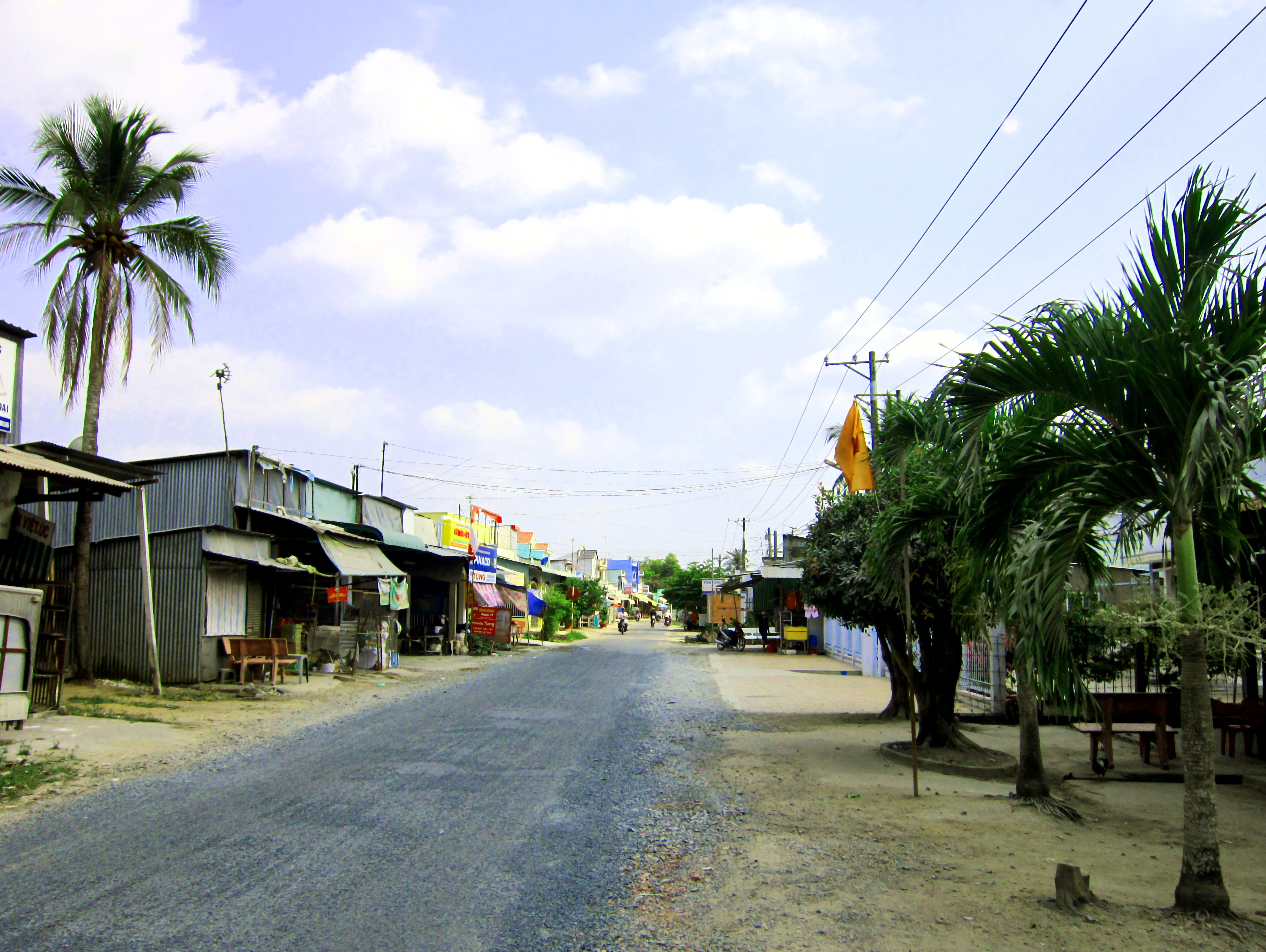
Trên tỉnh lộ 918, đoạn đi qua phường Long Tuyền.
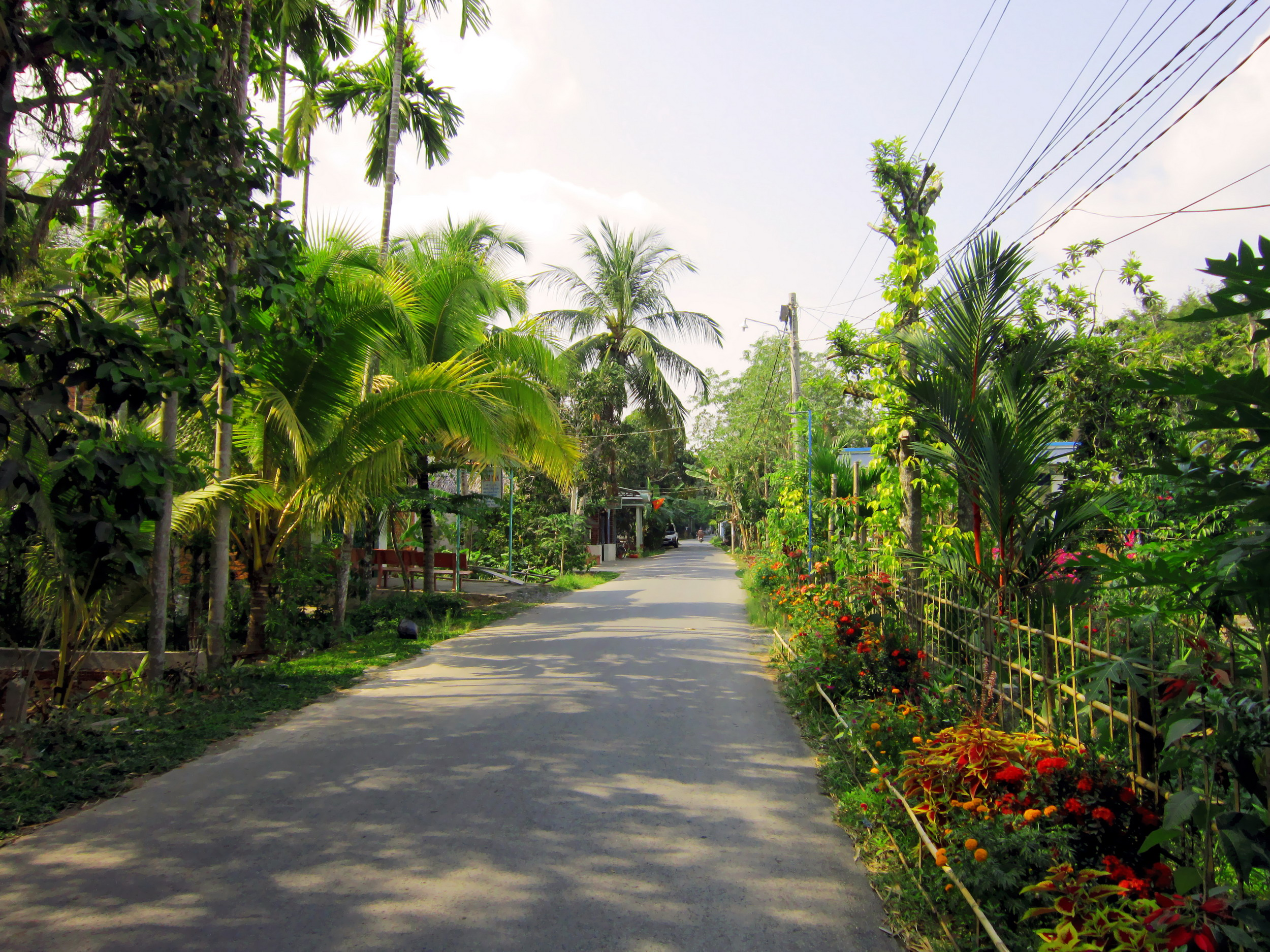
Một đoạn đường liên khóm ở phường Long Tuyền.
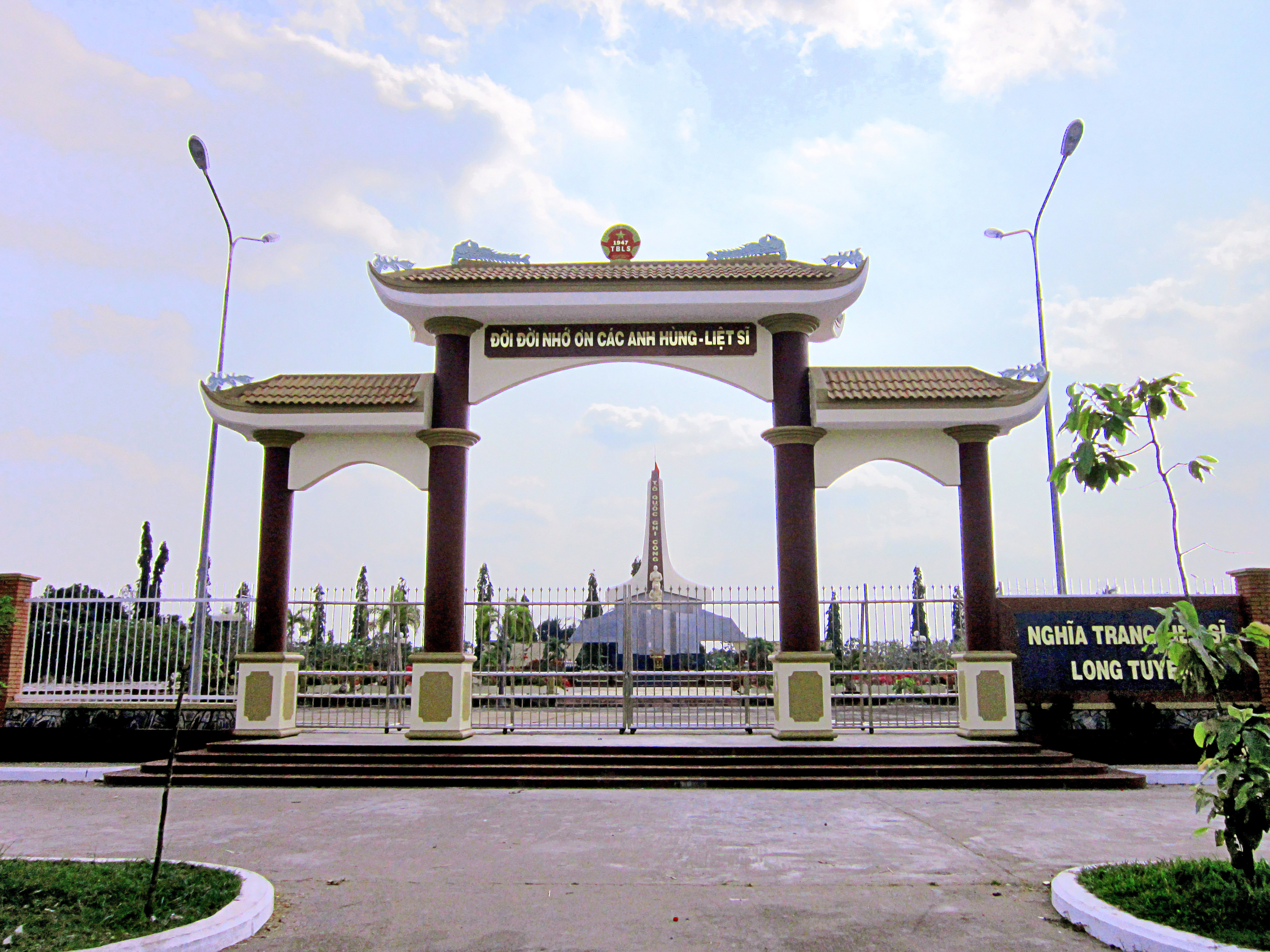
Nghĩa trang liệt sĩ Long Tuyền.